# 孙羽
孙羽（1934年—2014年2月19日），原名孙洪纺，吉林扶余人，中华人民共和国导演、演员。

## 生平
早年进入东北电影制片厂当演员，出演《钢铁战士》、《翠岗红旗》、《猛河的黎明》、《暴风雨中的雄鹰》、《芦笙恋歌》、《宝山之歌》、《我们村里的年轻人》、《我们这一代人》、《换了人间》、《羌笛颂》等多部影片。之后导演《金光大道》、《丫丫》、《花开花落》、《绿色钱包》、《今夜有暴风雪》、《红军留下的儿子》、《魂荡东洋》、《开采太阳》、《少奇专列》、《人到中年》等。